# Psychic baiting
Psychic baiting är en teknik som kan användas för att avslöja cold reading.
Det går till ungefär så här:
1. Vänta tills readern påstår något a) verifierbart men b) falskt.
2. Bekräfta för readern att detta något är sant. (Sannolikt måste man då ljuga.)
3. Ge ytterligare lite information som uppmuntrar readern att fortsätta på villospåret.
4. Efter en stund avslöjar man bluffen för readern och eventuell publik.

Teknikens upphovsman är mentalisten Ian Rowland, som beskriver den i sin bok The Full Facts Book of Cold Reading.

## Exempel
- Ett medium förmedlar budskap från skeptikern Marias döda föräldrar, men föräldrarna lever och Maria konfronterar mediet efter seansen.[2]
- Ett medium får kontakt med en pappa som dog av cancer, trots att pappan vid seanstillfället är på semester i Frankrike. Mediet konfronteras efteråt.[3]